# Робер де Борон
Робер де Борон (Робе́рт де Боро́н, фр. Robert de Boron, XII — XIII века) — французский поэт, уроженец деревни Борон близ Монбельяра во Франш-Конте.
Если верить его собственным словам, он был чиновником и рыцарем на службе Готье де Монбельяра, участника Четвёртого Крестового похода.
Автор трилогии рыцарских романов о поисках Грааля. Первый из них — «Роман о Граале» (у этого произведения есть и другое название — «Роман об Иосифе Аримафейском»). Две другие части трилогии Робера не сохранились. От второго романа, «Мерлин», дошли лишь первые 502 стиха, от третьего, «Персеваль» — ни строчки. Но книги Робера де Борона были в своё время столь популярны, что мы располагаем, и в большом количестве списков, прозаическими транскрипциями этих произведений, что позволяет в некоторой степени судить об общем замысле романиста. Он был первым, кто сделал попытку изложить связно весь основной сюжет артуровского цикла, первым принялся за циклизацию тех материалов, которыми располагал. Робер не просто циклизовал кельтские легенды о короле Артуре, его Круглом Столе, о возникновении и упадке идеального артуровского королевства. Робер эти легенды в значительной степени переосмыслил в христианском духе, под сильным влиянием цистерцианских идей.
Робер де Борон выведен в качестве персонажа романа Умберто Эко «Баудолино».
Исследователь средневековой литературы Андрей Михайлов в своей монографии о рыцарском романе пишет:

Как романист, как художник, он стоит неизмеримо ниже не только Кретьена, но даже наименее удачливых учеников последнего. <…> …для повествовательного стиля Роберта, очень далекого от подлинной поэтичности, типичны монотонность, неуклюжесть, полнейшая ритмическая беспомощность.